# Pollenia mystica
Pollenia mystica är en tvåvingeart som beskrevs av Knut Rognes 1988. Pollenia mystica ingår i släktet vindsflugor, och familjen spyflugor. Inga underarter finns listade i Catalogue of Life.